# Martin-Luther-Kirche (Ulm)

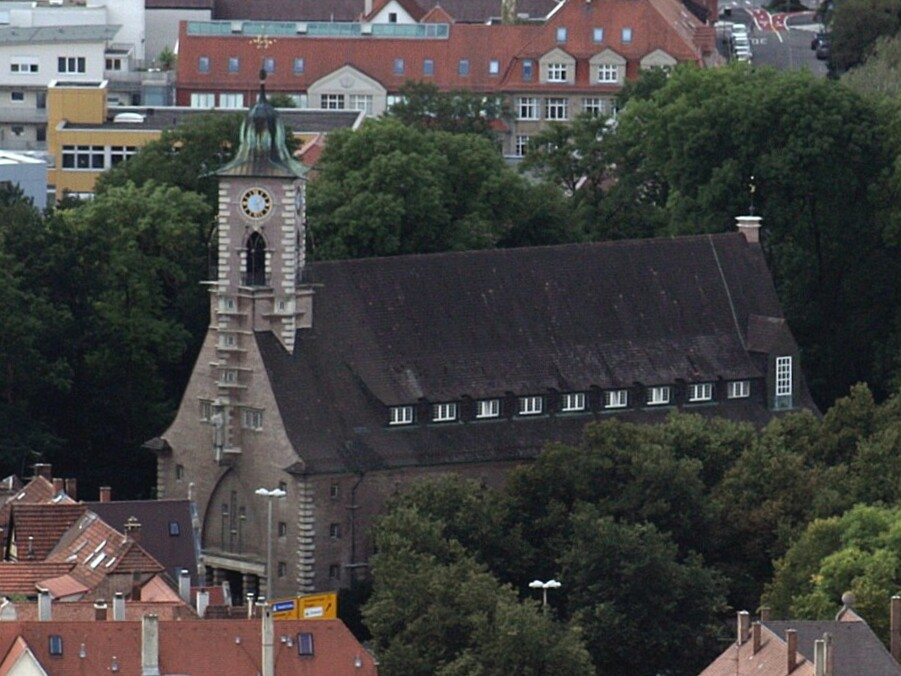
Blick vom Ulmer Münster auf die Martin-Luther-Kirche

Die Martin-Luther-Kirche in Ulm wurde zwischen 1926 und 1928 in der Ulmer Weststadt (Zinglerstraße 66) als Nachfolgebau der zu klein gewordenen Martinskirche (Martinsstraße) errichtet. Architekt war Theodor Veil, der als Mitglied des Deutschen Werkbundes bei diesem Sakralbau zeitentsprechende Stilmerkmale originell und kreativ verwirklichte. Die Kirche liegt am Jakobsweg, dem historischen Pilgerweg, der von Ulm über den Kuhberg in Richtung Bodensee führt.

## Architektur

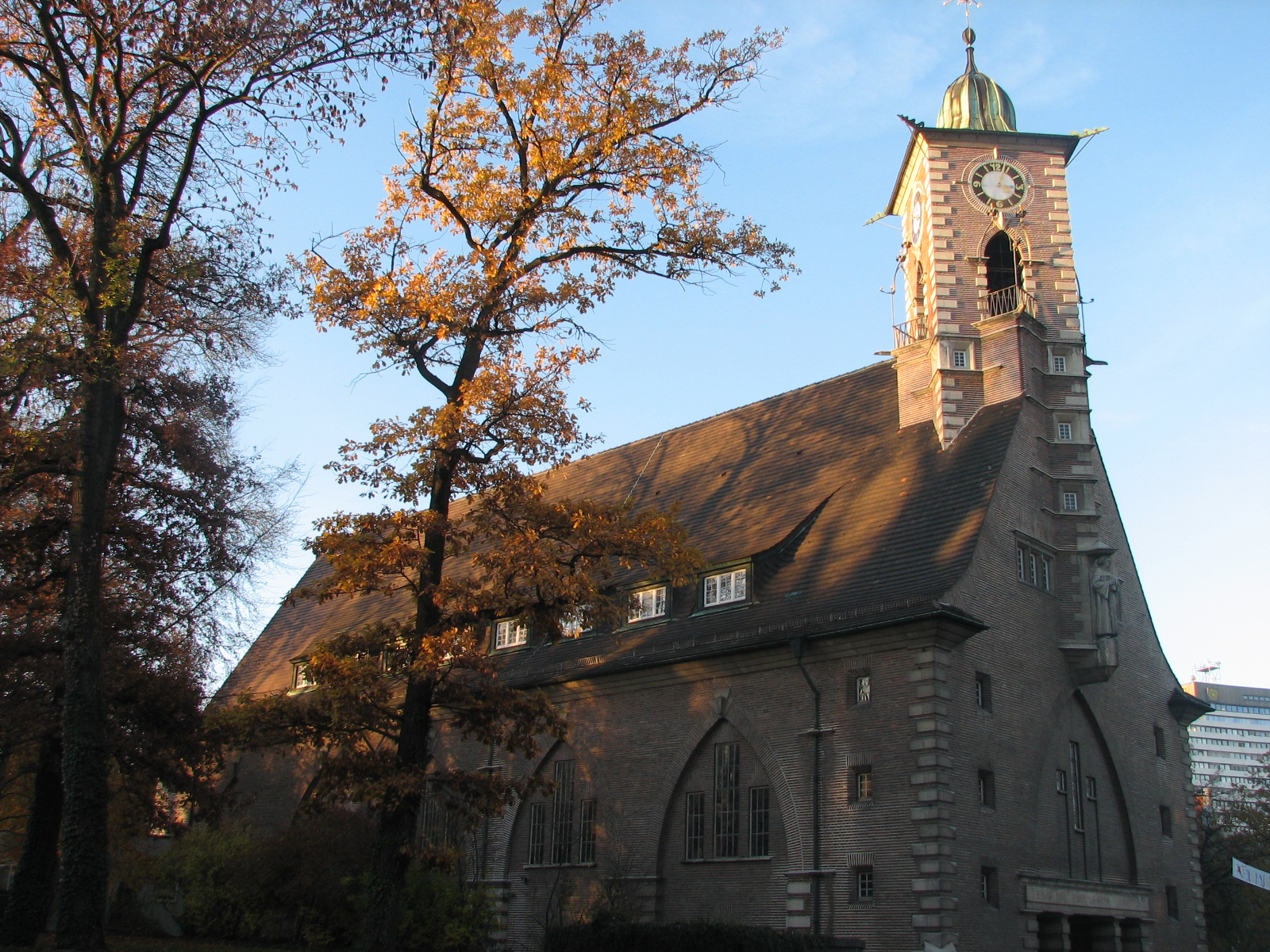
Die Martin-Luther-Kirche (Ulm) im Abendlicht von Südosten gesehen

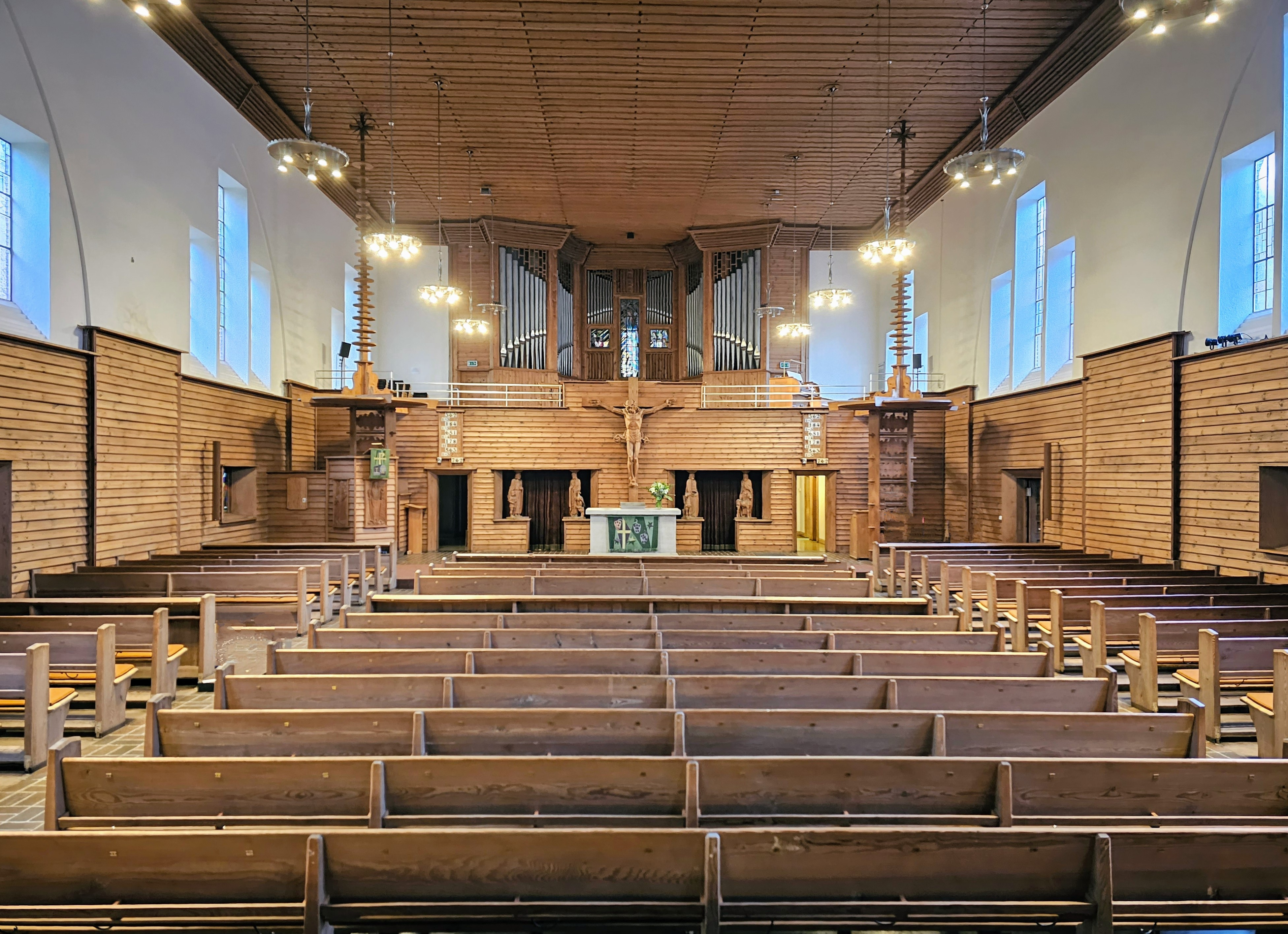
Innenraum, Blick nach Westen

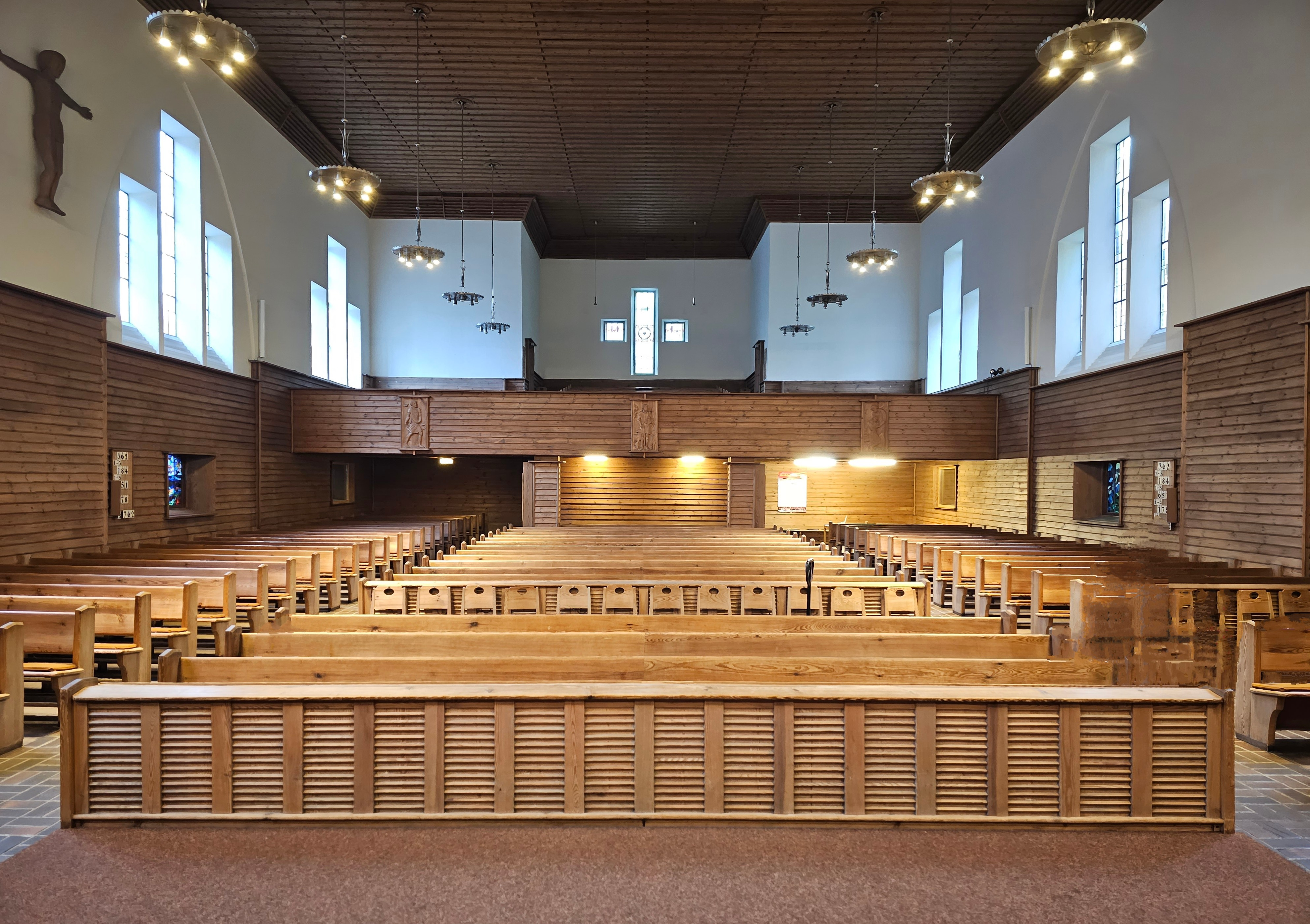
Innenraum, Blick nach Osten

Die Kirche besteht in ihren Außenfassaden aus dunklen doppelgebrannten Ziegelsteinen, die mit hellem Mörtel verfugt sind. Die Fugen wurden so eingefügt, dass sie oben bündig sind und unten ca. 2 mm überstehen. Das ergibt eine Schmutz abweisende Funktion und im Licht eine gute plastische Wirkung. Durch Betonung der senkrechten Fugen über den Fenstern entsteht an vielen Stellen ein interessantes „Fischgrätenmuster“. Die Fensterstürze wurden extrem nachgezeichnet, die Fensterbrüstungen wurden stark nach unten verlängert, alles klare Zeichen expressionistischer Bauweise. Innen verwendete Veil vorwiegend horizontal angebrachte Nadelholzbretter, die unbehandelt blieben und so zu einem warmen Charakter der Kirche führen. Dem Gotteshaus schreibt man also typisch expressionistischen Baustil zu: ein schräggestellter Hauptturm, ein sternförmiger Kamin, heute ohne Funktion, Farbfenster in starken Grundfarben (Art déco) und explosiven Motiven ergänzen diesen Eindruck.
Neben diesen „unruhestiftenden“, expressionistischen Merkmalen kommt in den Raum große Ruhe und Eleganz durch eine konsequent durchgeführte Spiegelsymmetrie: Ost- und Westempore entsprechen sich, Kanzelseite und Taufsteinseite sind symmetrisch angelegt, der große, zur Architektur gehörende Orgelprospekt über dem mittigen Altar ist symmetrisch. Ein Kruzifix von Martin Scheible aus Fichtenholz über dem Altar zentriert den Raum. Ein von Planeten umkreistes goldenes Kreuz in Form eines dreidimensionalen Astrolabiums ziert den Hauptturm.

## Namensgeber

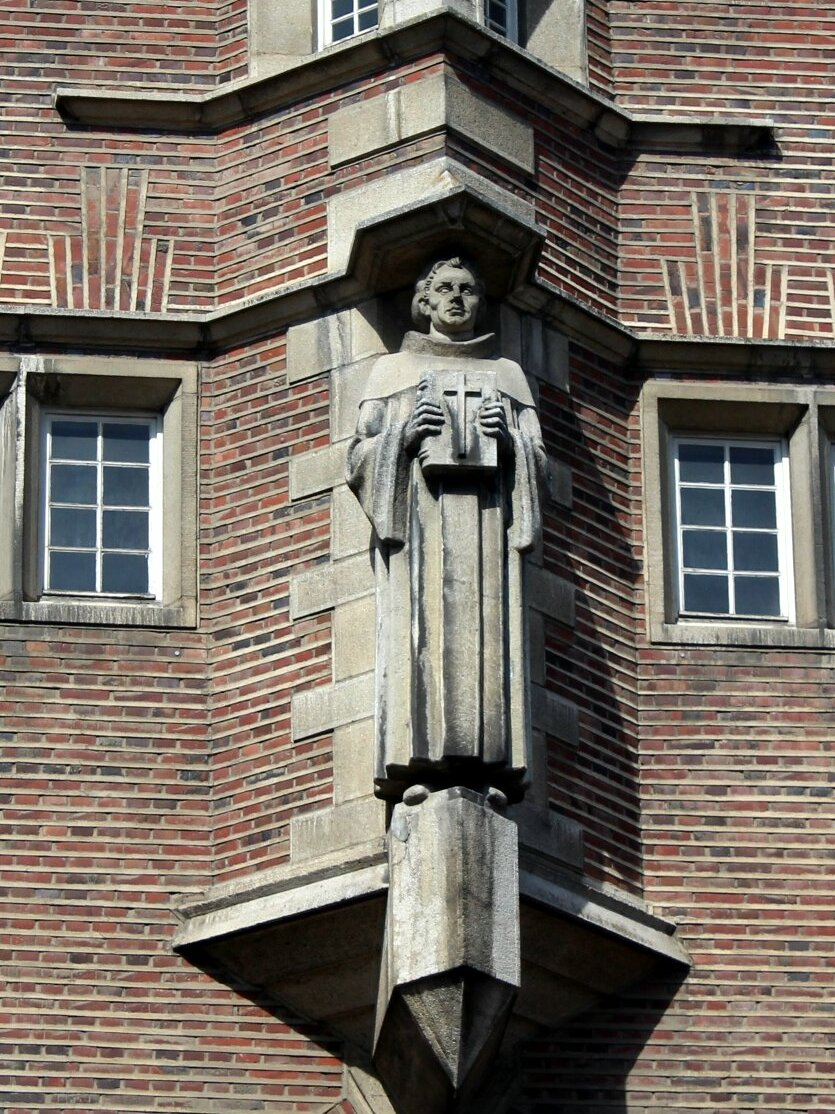
Luther-Skulptur über dem Hauptportal

Namensgeber der Kirche ist der Reformator Martin Luther, der sich einst gefreut hat, dass Ulm sich 1531 in einem demokratischen Abstimmungsprozess der Reformation angeschlossen hat; später – unter dem Ulmer Reformator Martin Frecht – schloss sich die freie Reichsstadt Ulm sogar der lutherischen Form der Reformation an. Zur Erinnerung an Luther goss der Bildhauer Martin Scheible eine überlebensgroße „Lutherfigur“ aus Beton und stellte sie über dem Haupteingang der Martin-Luther-Kirche auf. Gleichzeitig trägt in origineller Weise der Doktorhut Luthers den Hauptturm.

## Funktion
Die Martin-Luther-Kirche gehört heute der Evangelischen Gesamtkirchengemeinde Ulm und ist Mittelpunkt der Martin-Luther-Gemeinde, die 2001 durch Fusion der Paul-Gerhardt-Kirchengemeinde (die Paul-Gerhardt-Kirche wurde inzwischen abgebrochen) mit der Martin-Luther-Kirchengemeinde zunächst unter dem Namen Martin-Luther-Kirchengemeinde entstanden ist und 2003 dann den Namen Reformationskirchengemeinde erhielt. Seit erstem Advent 2013 – durch Abstimmung der Gemeindeglieder – heißt die Gemeinde wieder Martin-Luther-Gemeinde. 
Die Kirche ist Amtssitz des Bezirkskantors für den Evangelischen Kirchenbezirk Ulm.
Mit ihrer breiten Westempore (für die Sänger und Instrumentalisten) gilt die Martin-Luther-Kirche als „Musik- und Konzertkirche“. Auch die Akustik des Raumes ist durch die Verwendung von Naturholz vorzüglich. 1.000 Sitzplätze machen große Konzerte mit durchsichtigem Klangergebnis in diesem Raum möglich. Die vielseitige Orgel von Walcker wurde 2008 bis 2010 generalüberholt. Die Kirche ist Ort renommierter Konzertreihen und regelmäßiger kultureller Angebote:
- Württembergischer Landesposaunentag, seit 2006 auch Forum der Jungbläser
- Konzerte mit dem Hassler-Consort unter Leitung von Franz Raml
- Wiblinger Bachtage mit Albrecht Schmid, Ulrich Gröner und Hubertus von Stackelberg
- Ulmer Bachkantaten, z. B. mit Friedrich Fröschle, Albrecht Haupt, Philip Hartmann, Johann Konnerth, Thomas Gropper, Gillian Crichton, Girard Rhoden u. a.
- Orgelkonzerte, z. B. mit Joseph Kelemen, Elke Voelker u. a.
- Jazzkonzerte, Gospelkonzerte und Gospelfestivals, z. B. mit Siyou Isabelle Ngnoubamdjum, Sarah Kaiser, Dieter Kraus u. a.
- folkloristische Musikabende, z. B. „Alpenländische Weihnacht“ mit Stubenmusik und Alpenländischer Volksmusik, „Schwäbische Kirch“ mit dem Schwäbischen Albverein
- christliche Popkonzerte, z. B. Hans-Jürgen Hufeisen und Abende mit Liedermachern, z. B. Clemens Bittlinger, Attila Kalman, Christoph Zehendner u. a.
- Liederabende z. B. mit Rita Kapfhammer u. a.
- Kabarett mit Uli Keuler u. a.

## Orgel

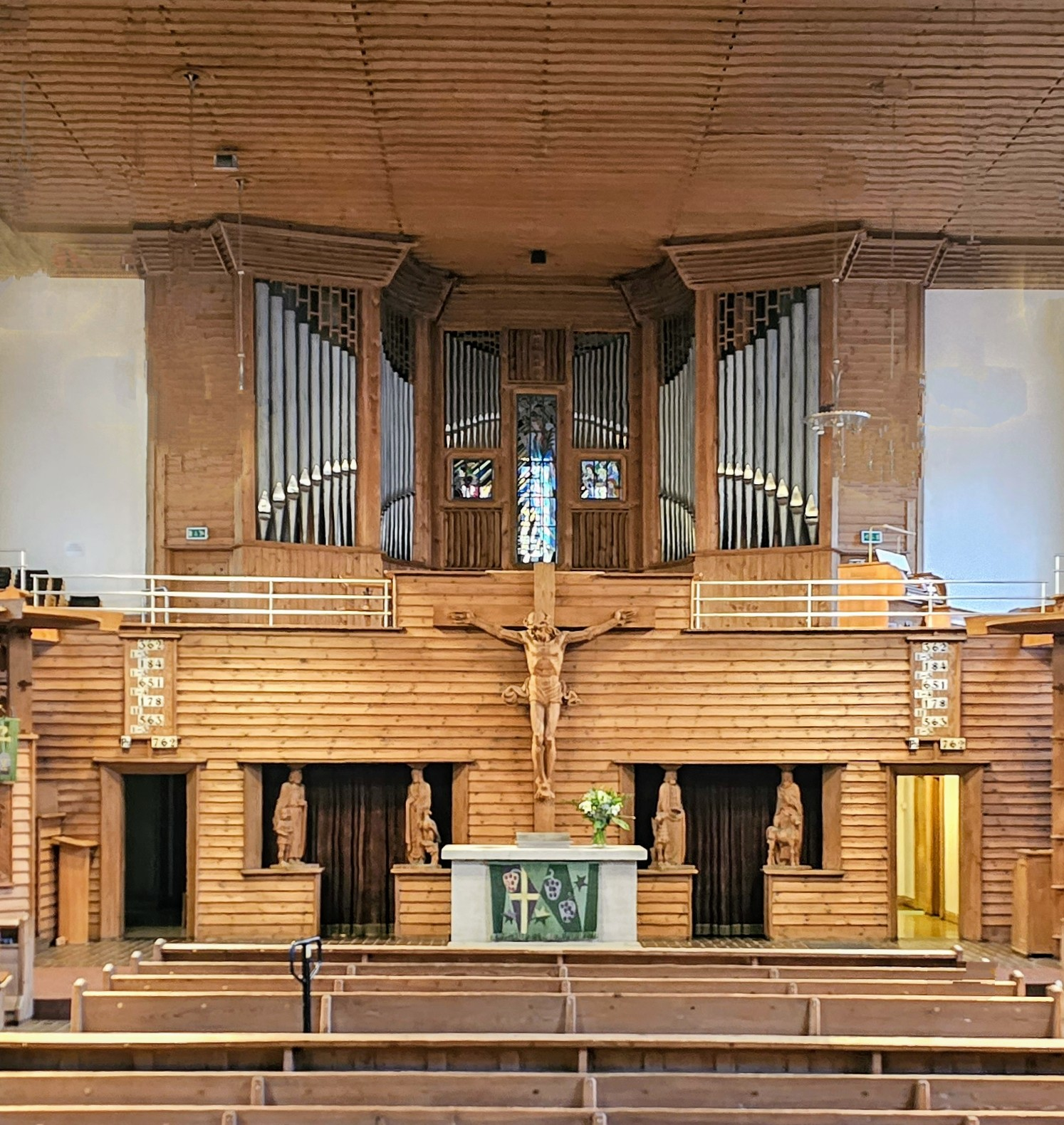
Orgel

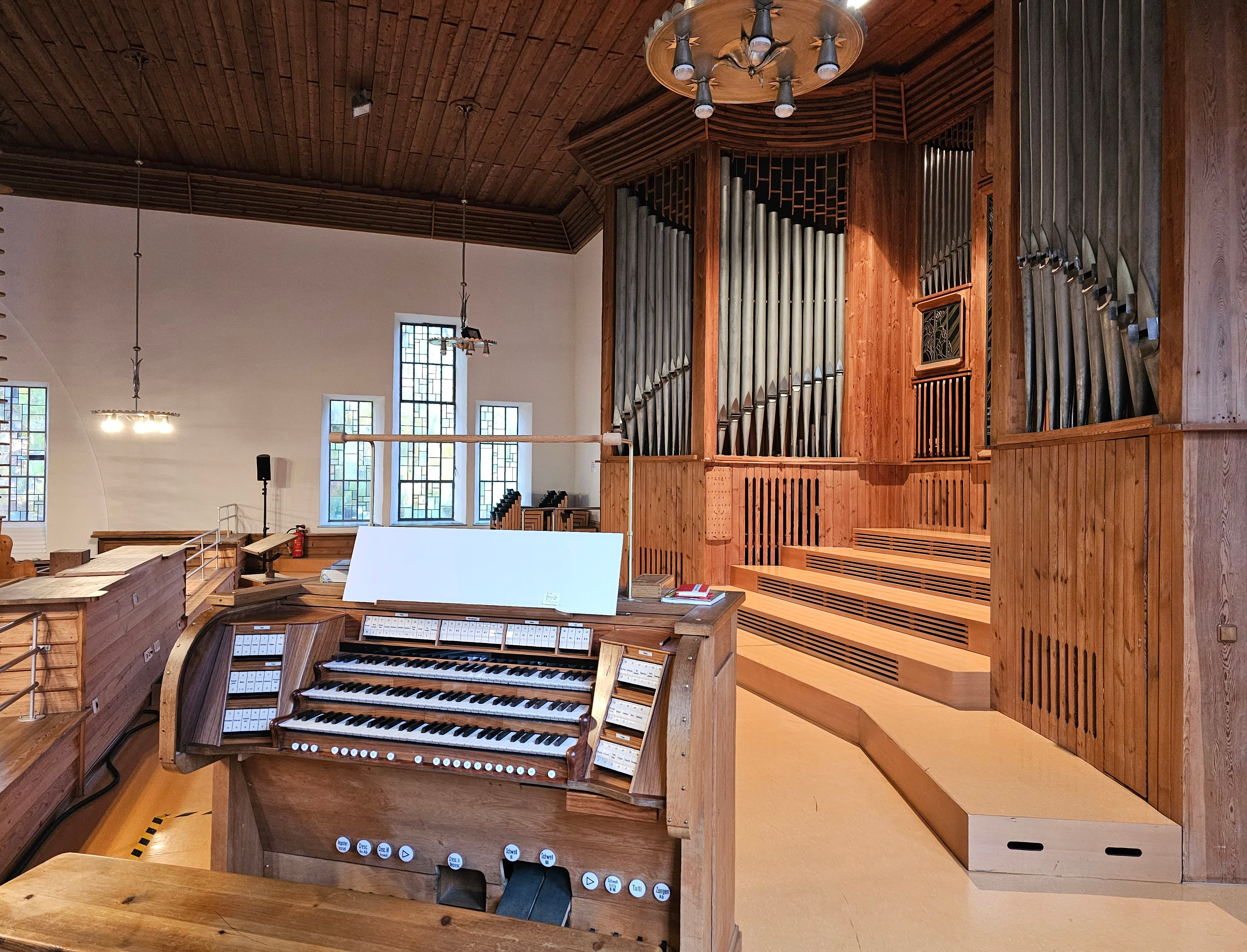
Emporenansicht

### Originalzustand
Im April 1928, kurz vor der Einweihung der Kirche, stellte die Ludwigsburger Orgelbaufirma Eberhard Friedrich Walcker & Co. ein großes Instrument fertig (Hauptwerk, 2 Oberwerke, Pedal). Die Traktur war mit elektropneumatischen Taschenladen erbaut. Das Instrument enthielt 38 Register und war prospektlos. Das bedeutete, dass der Architekt Theodor Veil die vollständige Verkleidung aller Pfeifen mit Holz plante und auch durchführen ließ. Alle Werke waren daher hinter Holzjalousien verborgen. Albert Schweitzer lehnte das Spiel auf der Orgel einst ab mit der spitzen Bemerkung, dass er auf Orgeln „ohne Gesicht“ nicht spielen möchte.

### Gegenwart
Im Jahre 1962 kam es dann zur Entfernung der oberen westlichen Holzverschalungen und gleichzeitig zum Einbau von sechs Prospektpfeifenfeldern mit jeweils neun Prospektpfeifen. Diese Maßnahme verhalf zu einem intensiveren Klangbild des Instrumentes, das sowohl der süddeutschen Orgelromantik als auch der Orgelbewegung verpflichtet ist. Inzwischen sind, dank zusätzlicher Windladen und einiger technischer Erweiterungen, seit 1981 insgesamt 39 Register zuzüglich drei Transmissionen spielbar. Der großflächige Orgelprospekt prägt den Gesamteindruck im Innern der Kirche sehr stark. 
2008 bis 2010 erfolgte durch die Orgelbaufirma Gerhard und Markus Lenter eine Generalsanierung des gesamten Instruments, das gleichzeitig weitestgehend auf seine klangliche Gestalt des Jahres 1928 zurückgebaut wurde. Die alte Verkabelung wurde durch modernste Steuerungstechnik (Glasfaserlichtleiter) ersetzt. Mit dem eingebauten Sinua-System sind quasi beliebige Koppeln sowie ein Aufnehmen der Steuerungsbefehle im MIDI-Format, und vieles mehr möglich. Das Instrument hat heute folgende Disposition:
| I Hauptwerk C–c4 |                             |       |
| 01.              | Prinzipal                   | 16′   |
| 02.              | Prinzipal                   | 08′   |
| 03.              | Bordun *                    | 08′   |
| 04.              | Dulciana *                  | 08′   |
| 05.              | Oktave *                    | 04′   |
| 06.              | Flöte                       | 04′   |
| 07.              | Kornett IV–V                | 2 ⁄3′ |
|                  | Rauschpfeife (VA aus Nr. 7) | 2 ⁄3′ |
| 08.              | Mixtur II–IV                | 02′   |
| 09.              | Trompete *                  | 08′   |

| II Schwellwerk C–c4 |                 |       |
| 10.                 | Gedeckt         | 16′   |
| 11.                 | Hornprinzipal * | 08′   |
| 12.                 | Quintatön *     | 08′   |
| 13.                 | Konzertflöte *  | 08′   |
| 14.                 | Gemshorn *      | 04′   |
| 15.                 | Traversflöte    | 04′   |
| 16.                 | Quintflöte      | 2 ⁄3′ |
| 17.                 | Kleine Flöte    | 02′   |
| 18.                 | Cymbel III–IV   | 01′   |
| 19.                 | Vox humana *    | 08′   |
|                     | Schwebung       |       |

| III Schwellwerk C–c4 |                         |       |
| 20.                  | Rohrflöte *             | 08′   |
| 21.                  | Salizional *            | 08′   |
| 22.                  | Vox coelestis * (ab c0) | 08′   |
| 23.                  | Nachthorn *             | 04′   |
| 24.                  | Kleingedeckt *          | 04′   |
| 25.                  | Schwiegel               | 02′   |
| 26.                  | Pr. Mixtur IV           | 2 ⁄3′ |
| 27.                  | Rankett *               | 16′   |
| 28.                  | Krummhorn *             | 08′   |
| 29.                  | Oboe *                  | 04′   |
|                      | Schwebung               |       |

| Pedal C–f1 |                                           |       |
|            | Untersatz (C–H akustisch, ab c0 = Nr. 32) | 32′   |
| 30.        | Prinzipalbass                             | 16′   |
| 31.        | Kontrabass                                | 16′   |
| 32.        | Untersatz                                 | 16′   |
|            | Gedecktbass (= Nr. 10)                    | 16′   |
| 33.        | Geigenbass                                | 08′   |
| 34.        | Bordun                                    | 08′   |
|            | Quintatön (= Nr. 12)                      | 08′   |
| 35.        | Choralbass                                | 04′   |
| 36.        | Flöte                                     | 04′   |
| 37.        | Pedalmixtur V                             | 2 ⁄3′ |
| 38.        | Posaune                                   | 16′   |
| 39.        | Trompete                                  | 08′   |
|            | Krummhorn (= Nr. 28)                      | 08′   |

Die mit * gekennzeichneten Register sind für die Superoktavkoppeln bis c5 ausgebaut.
- Koppeln:
  - Normalkoppeln: II/I, III/I, III/II, I/P, II/P, III/P
  - Superoktavkoppeln: I/I, II/II, III/III, II/I, III/I, III/II, II/P
  - Suboktavkoppeln: III/III, III/I, III/II, II/I

## Glocken

### Geschichte
Schon bei der Einweihung im Mai 1928 erhielt die Kirche vier Glocken, die im östlichen Hauptturm aufgehängt wurden. Davon mussten während des Zweiten Weltkrieges die größeren drei für die Rüstungs- und Kriegsproduktion abgehängt und abgeliefert werden. Sie wurden eingeschmolzen. Nur die kleinste Glocke (Taufglocke) blieb erhalten.

### Seidenberger Reformationsglocke
1957 erhielt das Geläut der Martin-Luther-Kirche leihweise eine im Krieg nicht mehr eingeschmolzene Glocke vom Turm der evangelischen Kirche von Seidenberg in Niederschlesien. Aufgrund eines Risses gab die Martin-Luther-Kirchengemeinde in Ulm ihre Seidenberger Glocke 1993 wieder weg. Die erfolgreich geschweißte und mit barocker Zier geschmückte Glocke hängt seit November 2004 im Glockenmuseum der Evangelischen Landeskirche Württemberg in Herrenberg. Dieses besondere, heute auch wieder voll funktionsfähige Museumsstück mit einem Durchmesser von 134 cm und einem Gewicht von 1.268 Kilogramm war bereits im Jahre 1783 gegossen worden und trug den Namen Reformationsglocke. Sie ist eine typische Barockglocke mit sehr leichter Rippe (dünnwandig) und klingt eher obertönig.

### Gegenwärtiger Bestand

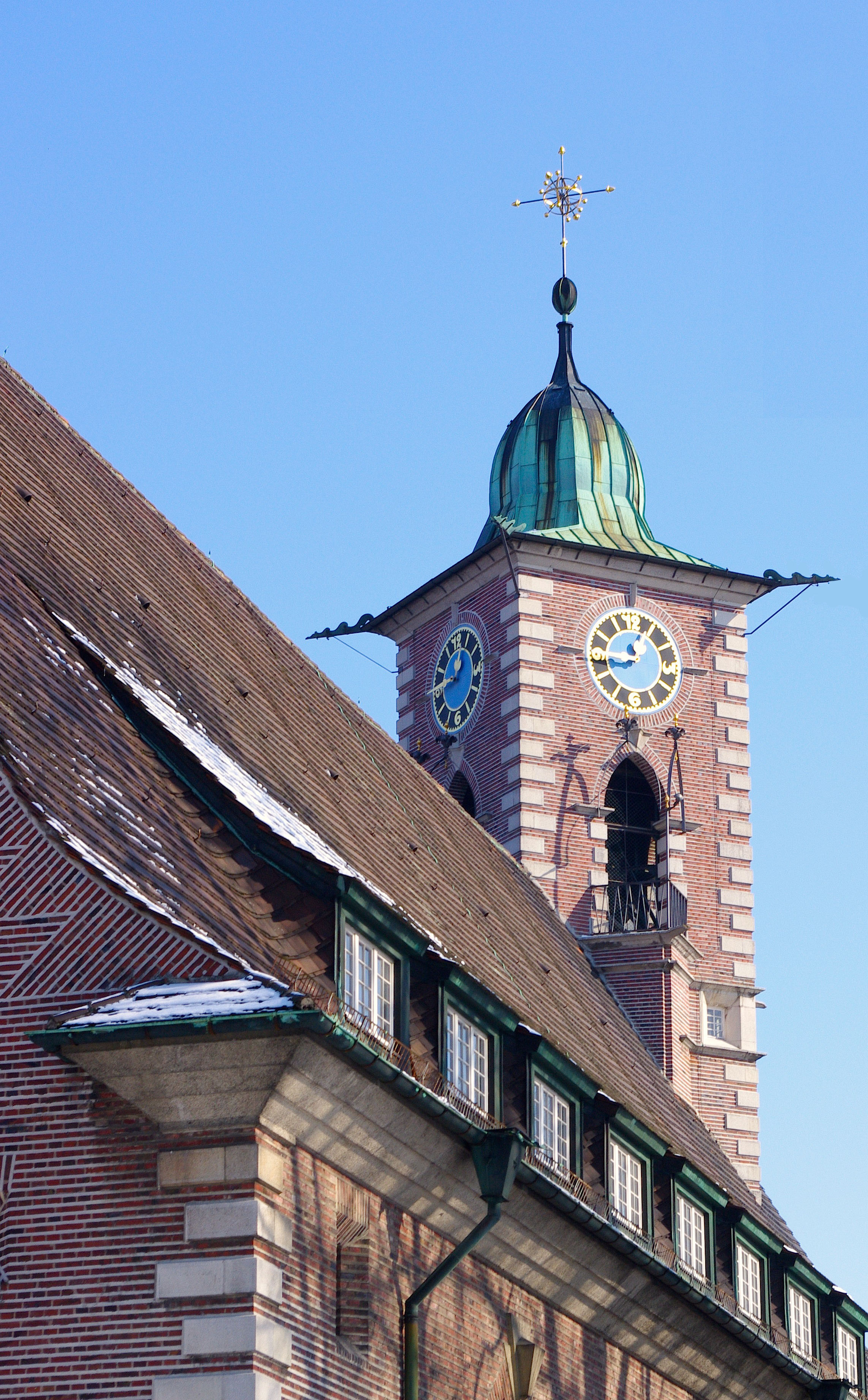
Glockenturm und Details der Dachlandschaft der Martin-Luther-Kirche

Eine neue Glocke wurde angeschafft: Die tontiefe Gerechtigkeitsglocke. Das gegenwärtige Geläut mit den seit 2003 läutenden Glocken ist folgendermaßen zu beschreiben:
1. Gerechtigkeitsglocke:
Schlagton dis1 +3 (16tel), Durchmesser 133,8 cm, Gewicht 1.420 kg, Fa. Bachert (Heilbronn), Inschrift: „Selig sind, die da hungert und dürstet nach Gerechtigkeit, denn sie sollen satt werden“ (Mt 5,6; aus der Bergpredigt Jesu). Diese Glocke ist künstlerisch gestaltet von Wolfhart Hähnel und erinnert mit einem Bildnis (Glockenzier) an den schwarzen amerikanischen Pfarrer und Bürgerrechtler Martin Luther King jr.
2. Vaterunserglocke, auch Gebetsglocke genannt:
Schlagton fis1 +1, Durchmesser 109,5 cm, Gewicht 788 kg, Fa. Kurz (Stuttgart), Inschrift: Der Herr ist nahe allen, die ihn anrufen! (aus Psalm 145,18a).
3. Friedensglocke:
Schlagton gis1 ±0, Durchmesser 97,5 cm, Gewicht 558 kg, Fa. Kurz, Inschrift (Martin Luthers Gebetsstrophe): Verleih uns Frieden gnädiglich (sogenannte Friedensbitte, siehe Evangelisches Gesangbuch von 1996, Nr. 421; Vorlage: Antiphon aus dem 9. Jh. Da pacem, Domine).
4. Taufglocke:
Schlagton h1 +1, Durchmesser 81,1 cm, Gewicht 327 kg, Fa. Kurz, Inschrift: Lasset die Kinder zu mir kommen! (Mt 19,14; Mk 10,13 und Lk 18,16).
Die Disposition des Geläutes passt auf den Choral Herr Gott, dich loben wir (Evangelisches Gesangbuch, Nr. 191, das Te Deum in der Fassung Martin Luthers).
Gemäß Läuteordnung der Kirchengemeinde läuten alle Glocken zu Beginn der Hauptgottesdienste gemeinsam, während des Vaterunsers läutet die Vaterunserglocke, bei Taufhandlungen die Taufglocke jeweils allein.

## Weiterer Ausbau der Martin-Luther-Kirche

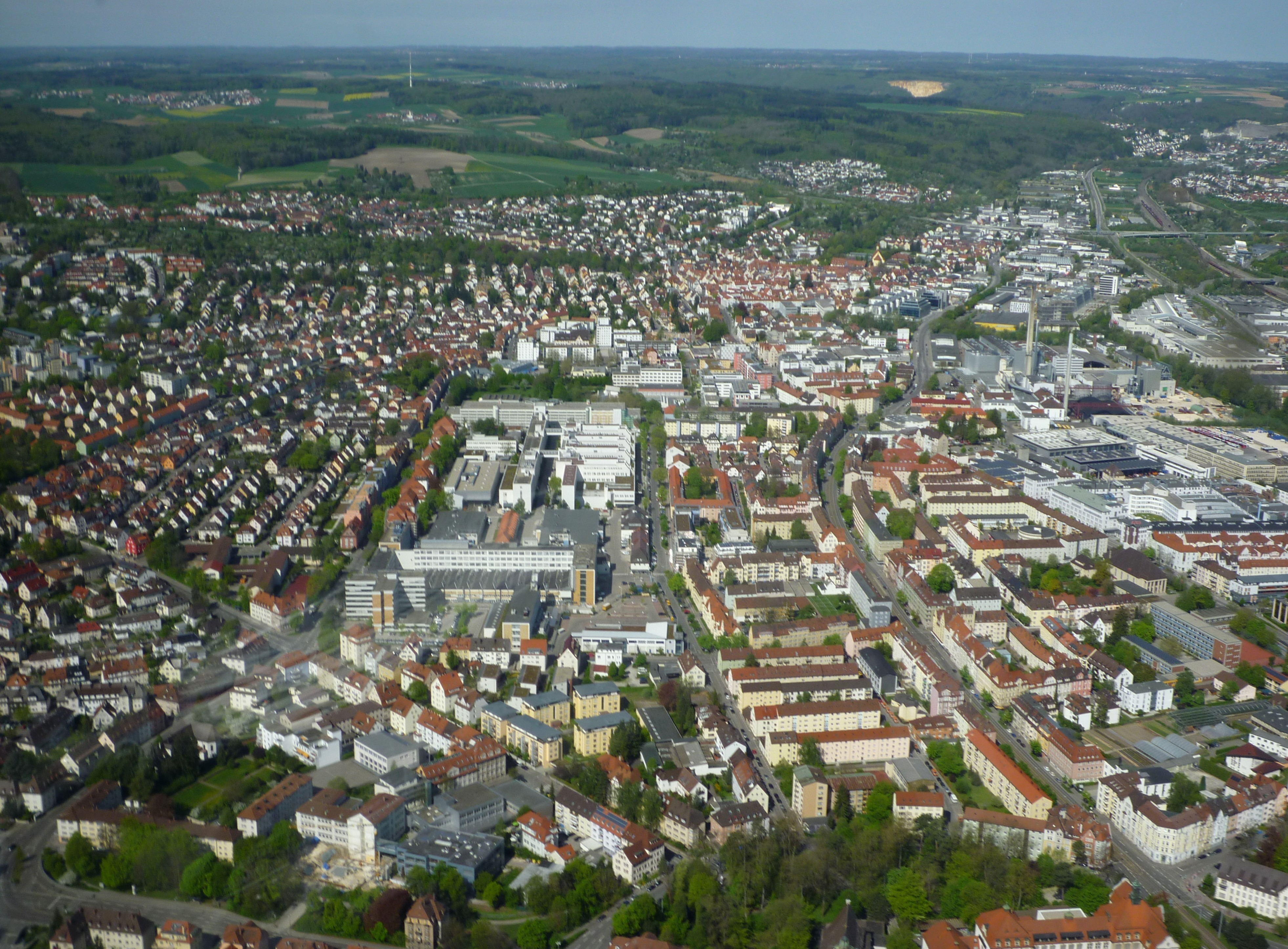
Eine städtebauliche Besonderheit ist der Verlauf mancher Straßen der Ulmer Weststadt: sie führen geradewegs auf die Martin-Luther-Kirche zu, deren westliches Schiff am unteren Bildrand gerade noch erkennbar ist; von links nach rechts: Zinglerstraße, Römerstraße, Wörthstraße und Stephanstraße

Zwischen 1940 und 1945 wurde der Keller der Martin-Luther-Kirche weiter ausgebaut und diente als Luftschutzkeller, mit Gasschleusen, der Keller ist in weiten Teilen original erhalten. Nach dem Krieg war hier das ev. Hilfswerk untergebracht.
1968 wurde an die Martin-Luther-Kirche ein modernes Gemeindehaus angebaut mit großzügigem Raumprogramm (Sitzungs-, Jugend- und Büroräume) von 900 m2 für die Gemeindearbeit. Dieses Gemeindehaus wurde 2014 abgerissen.
2015 wurde stattdessen ein neues Gemeindehaus mit 440 m2 Nutzfläche errichtet.

## Weitere Kirchengeschichte

### Zweiter Weltkrieg
Ab 1942 wurden hinter dem Orgelprospekt der Kirche – im verborgenen Orgelkämmerchen – die Flugblätter der Weißen Rose aus der Hand der Geschwister Hans Scholl und Sophie Scholl sortiert und zum Versand fertig gemacht durch Franz J. Müller, Susanne und Hans Hirzel. Dieser konspirative Akt von Mitgliedern der damaligen Pfarrfamilie und ihres Freundeskreises wurde entdeckt und schürte den Hass des NS-Regime, was zu raschen Verhaftungen von Mitgliedern der Pfarrfamilie und deren Freunde und Helfern führte. Der Dokumentarfilm „Die Widerständigen – Zeugen der Weißen Rose“ (2008, Regie: Katrin Seybold) arbeitet diese Zeit und deren Hintergründe an der Martin-Luther-Kirche auf. Die Martin-Luther-Kirche beherbergt seit 2010 eine kleine Gedenkstätte an die Schülergruppe der Weißen Rose.

### Neuanfang nach 1945
Die starken Bombardierungen, die die Ulmer Altstadt 1944 trafen, überstand diese Kirche relativ unbeschadet. Nach dem Zweiten Weltkrieg konnte deshalb die Schwester der Widerstandskämpfer Hans und Sophie Scholl (Die Weiße Rose), Inge Aicher-Scholl, die Ulmer Volkshochschule („vh ulm“) in den großzügigen Räumen der Martin-Luther-Kirche rasch eröffnen. Sie sah darin einen Akt des Neuanfangs und der gesellschaftlich-politischen Neuorientierung. Otl Aicher entwarf und gestaltete in diesem Rahmen für die öffentlichen Vorträge die Plakate.
Gastredner mit wegweisenden Vorträgen boten der Generation nach dem Krieg die Möglichkeit zur geistigen Aufarbeitung zurückliegender Schrecken. Dazu gehörten Joseph Bernhart und Romano Guardini. Von 1949 bis zu seiner Pensionierung 1958 war Henning Fahrenheim, ein in der Bekennenden Kirche engagierter Theologe, Gemeindepfarrer des 1. Pfarrbezirks.